# Université Royal Roads
L'Université Royal Roads (en anglais, Royal Roads University : RRU) est une université publique située dans la ville de Colwood, banlieue de Victoria, en Colombie-Britannique, Canada, sur l'ancien site du Royal Roads Military College. Le RRU est la seule université canadienne dédiée exclusivement à des programmes professionnels et appliqués, aussi bien au premier cycle qu'aux cycles supérieurs.

## Campus
Le campus de RRU est situé sur le lieu historique national du parc Hatley. L'université loue le terrain au ministère de la défense canadien pour 1 $ par an; en contrepartie, l'université a la tâche de diriger les opérations d'administration, d'information touristique, de préservation et de restauration du site, incluant les bâtiments et les nombreux jardins. (Voir Royal Roads Military College)
Le collège militaire et l'université tirent leur nom (Royal Roads) du plan d'eau situé près du détroit Juan de Fuca, à l'est des installations. Le domaine, nommé Hatley Park, et ses bâtiments ont été le site de tournage de plusieurs production télévisuelles, dont Smallville (manoir Luthor) et les deuxième et troisième films X-Men : X-Men 2 et X-Men : L'Affrontement final (l'école du professeur Xavier pour les jeunes doués) et aussi le manoir de la famille Queen dans la Serie Arrow en 2012-2013

## Relations internationales
L'université est membre de l’Université de l'Arctique. UArctic est un réseau international d’universités, d’instituts de recherche et d’organisations ayant pour but de promouvoir, coordonner et soutenir la recherche ainsi que l’éducation en régions arctiques.